# Christoph Kuhlmann
Christoph Kuhlmann (* 1963) ist ein deutscher Kirchenmusiker.

## Leben und Wirken
Christoph Kuhlmann studierte an der Folkwang-Hochschule Essen u. a. bei Sieglinde Ahrens Orgel und Kirchenmusik. 1989 legte er das A-Examen ab. Er ergänzte seine Studien in Paris bei Naji Hakim und Jean-Pierre Leguay.
Erste kirchenmusikalische Tätigkeiten übte er in Frankreich aus. Er lehrte am Regionalkonservatorium in Levallois-Perret und wirkte als Chorleiter an der Maîtrise de Caen. 1994 wurde er zum Kantor an St. Andreas in Köln berufen. 2003 erfolgte die Ernennung zum Regionalkantor für Köln. Seit 2007 lehrt er Fachdidaktik Orgel an der Hochschule für Musik und Tanz Köln.

## Preise und Auszeichnungen (Auswahl)
- 1989: Auszeichnung für hervorragende Examensleistungen durch die Folkwang-Hochschule Essen
- 1991: Tournemire-Preis des Orgelwettbewerbs St. Albans
- 1995: Prix „André Marchal“ für Orgelimprovisation beim 2. Internationalen Orgelwettbewerb Biarritz, Frankreich

## Tondokumente
- 1992: C. Gounod: „Mors et vita“ (mit dem Orchestre de Toulouse). EMI CLASSICS 7544592
- 1999: O. Respighi: „Feste Romane“ (mit dem Kölner Trompetenquartett).
- 2000: „Hommage à Albertus Magnus“ (Konzertmitschnitt aus St. Andreas, Köln).
- 2002: „Haec Dies – Österliche Orgelmusik“ von Dandrieu, Bach, Widor, Hakim. unda maris.
- 2008:  Wagner: Orchesterwerke in Transkriptionen an der Orgel des Baron de l’Espée in Usurbil / Spanien. AEOLUS AE-10271.

## Schriften
- Die Orgel im heutigen Konzertleben. In: Thomas Hilgemeier (Hg.): Voix céleste – Gedanken zur Orgelmusik. Christoph Schulte im Walde, 1993.
- Sonate, Symphonie und freie symphonische Formen. In: Hans-Jürgen Kaiser, Barbara Lange. (Hg.): Basiswissen Kirchenmusik. Carus-Verlag, 2009.